# La Casanova de Palou
La Casanova de Palou és una obra de Torrefeta i Florejacs (Segarra) inclosa a l'Inventari del Patrimoni Arquitectònic de Catalunya.

## Descripció
Conjunt d'edificis, amb un de principal que té funció d'habitatge i un altre que és adjunt amb aquest i també té funció d'habitatge. N'hi ha un altre que té funció agrícola. Cal destacar també una torre circular.
L'edifici principal, a la façana sud, hi ha una entrada principal amb llinda de pedra, a la seva dreta hi ha una finestra amb llinda de pedra i reixa, a l'esquerra de l'entrada hi ha tres finestres amb llinda de pedra i reixa. A la planta següent, hi ha quatre finestres amb llinda de pedra. Aquesta façana dona a un petit patí tancat, que s'hi pot accedir des del carrer per una entrada amb porta de forja.
La façana Oest està pràcticament coberta per l'edifici adjunt. La façana Est, té una finestra a la segona planta, i una a la tercera. A la façana nord hi ha dues petites finestres. La coberta és de dos vessant (nord-sud), acabada en teula.
Adjunt a la façana oest, hi ha un altre edifici, que té funció d'habitatge. A la façana que dona al patí, hi ha una entrada que dona a l'interior, coberta per un porxo. A la resta de façanes, té petites obertures. La coberta és de dos vessants (nord-sud) acabada en teula.
A la part est del patí, hi ha un petit edifici, llarg i estret, amb diverses entrades que donaven a la quadra. La coberta és d'una sola vessant, acabada amb teules.
Adjunt a la façana est de l'edifici principal, hi ha un edifici, que segurament era un paller. Té la coberta de dos vessants (Nord-Sud), acabada en teula.
A la part sud-est del conjunt, hi ha una torre circular, que segurament l'hi ha afegit més metres.
S'hi arriba pel camí que uneix Granollers de Segarra i Palou. Està situat a 1 km passat Granollers direcció a Palou.